# Gustav-Heinemann-Realschule Bottrop
Die Gustav-Heinemann-Realschule in Bottrop ist eine im Jahr 1927 als Knaben- und Mädchen-Mittelschule gegründete Realschule. 1952 wurde sie in Städtische Jungenrealschule Bottrop umbenannt, ehe sie 1977 ihren heutigen Namen bekam. Seit 2011 gibt es ein Ganztagesangebot.

## Geschichte
Die Schule wurde 1927 als Knaben- und Mädchen-Mittelschule gegründet, ehe am 26. April 1927 der Unterricht aufgenommen wurde. 1933 wurde der erste Abschlussjahrgang entlassen, gleichzeitig wurde die zugehörige Turnhalle an der Paßstraße eingeweiht.
Nach dem Zweiten Weltkrieg wurden die Schulen in zweigleisige Realschulen umbenannt, eine für Jungen und eine für Mädchen. So wurde 1952 aus der Knaben- und Mädchen-Mittelschule die Städtische Jungenrealschule Bottrop. Ein Jahr später fanden die ersten Skiausflüge statt, die damals noch ins Sauerland gingen.
Im Sommer 1975 wurden zum ersten Mal Schwerpunktfächer in den Klassen 9 und 10 eingeführt. Als Schwerpunkt konnten, wie noch heute, Sprache, Naturwissenschaft und Sozialkunde gewählt werden. Im sprachlichen Schwerpunkt wurde nur Französisch angeboten, im naturwissenschaftlichen Bereich konnte Biologie und im sozialkundlichen Bereich konnte Sozialkunde als Wahlfach genommen werden. 1977 wurde die Städtische Jungenrealschule in Gustav-Heinemann-Realschule umbenannt und war damit auch wieder für Mädchen zugänglich.
1982 wurde erstmals ein dreiwöchiges Schülerpraktikum ab der 9. Jahrgangsstufe angeboten. Mit der Errichtung einer Küche und eines Informatikraums 1983 und 1984 konnte eine Koch-AG und eine Informatik-AG angeboten werden. Der Informatikraum war mit zwei Commodore-64-Computern ausgestattet.
Mit der Einführung des Italienischunterrichts 1990 konnte nun im sprachlichen Bereich zwischen zwei Fremdsprachen gewählt werden (vorher nur Französisch). Zudem konnte im gleichen Jahr durch die Bereitstellung eines weiteren Informatikraums auch der informationstechnische Schwerpunkt gewählt werden. Kurz danach wurde an der Gustav-Heinemann-Realschule die Sechs-Tage-Woche abgeschafft und die Fünf-Tage-Woche eingeführt.
2010 wurden die Fünf-Minuten-Pausen abgeschafft und die Neunzig-Minuten-Schulstunde eingeführt, ehe 2011 die Schule zur Ganztagsschule modernisiert wurde.

## Gebäude
Bereits kurz nach der Gründung wurde klar, dass die neue Mittelschule in den Räumlichkeiten der ehemaligen Agathaschule errichtet werden sollte. Da dort nicht genügend Platz war, mussten manche Klassen auch in Hilfsbaracken untergebracht werden. 1932 kam der Plan auf, das Marienhospital für Schulzwecke umzubauen, was dann auch bewilligt wurde. Der Umzug in das Marienhospital wurde 1934 vollzogen, aber das Gebäude musste mit dem Gymnasium, Bildstelle, Kartenstelle, Jugendfürsorge, NSV, SHD, HJ, Handelsschule und Polizei geteilt werden. Zudem benötigte die Wehrmacht einen Flügel zur Musterung. 1945 zogen auch noch die Rheinischen Stahlwerke in das Gebäude.
Da kein Platz mehr im Gebäude war, wurde die Mittelschule in die Kreuzkampschule verlegt. Da dort zu wenig Platz vorhanden war, wurden 1955 der Mittelschule vier zusätzliche Räume in der Lutherschule zur Verfügung gestellt. Im Jahr 1956 wurde die Agathaschule umgebaut. Nachdem 1963 der Ost- und Mittelflügel fertiggestellt wurde, erfolgte 1964 die Fertigstellung des Westflügels und die Jungenrealschule konnte fortan die Räumlichkeiten nutzen. Das Nebengebäude an der Lutherschule wurde daher überflüssig.
Im Jahr 1968 erfolgte wegen steigender Schülerzahlen ein weiterer Umbau mit Klassenräumen im Keller und Dachgeschoss.
Die Schülerzahlen stiegen aber weiter, sodass 1992 die Lutherschule wieder als Nebenstandort genutzt wurde. Da aber immer mehr Schüler die Schule besuchten, wurde 1997 ein zweistöckiger Pavillon auf dem Schulhof des Hauptgebäudes errichtet, für weitere sechs Klassen. Im Jahr 2000 wurde dann am Nebengebäude ein weiterer Pavillon mit drei Klassenräumen errichtet.

## Ausstattung und Angebote
In der Erprobungsstufe (Klasse 5 und 6) wird darauf geachtet, den Schülern einen guten Übergang von der Grundschule zu ermöglichen. Die Schüler sollen so viel wie möglich Unterricht bei den Klassenlehrern haben und werden durch das Fach Lernen lernen an das Lernen an der Realschule herangeführt. Zudem steht den jungen Schülern eine Spielekiste zur Verfügung, in der sich u. a. Tischtennisschläger, Basketbälle und Fußbälle befinden, mit denen sie sich in den Pausen beschäftigen können. In der 6. Klasse wird eine dreitägige Klassenfahrt in die nahe Umgebung veranstaltet. Am Ende der Klasse 6 findet in der Regel eine Projektwoche statt.
Zum Beginn der Jahrgangsstufe 7 muss ein Schwerpunkt gewählt werden: fremdsprachlich (Italienisch oder Französisch), sozialwissenschaftlich oder naturwissenschaftlich-technisch (Biologie, Chemie oder Informatik). Nach den Weihnachtsferien fahren die 7. Klassen für eine Woche in die Skifreizeit nach Imst, Österreich.
In den Jahrgangsstufen 9 und 10 werden dann im laufenden Schuljahr noch einmal Schwerpunkte gesetzt. In der Regel wird im 9. Schuljahr Hauswirtschaft (4 Stunden) unterrichtet, es muss ein dreiwöchiges Betriebspraktikum absolviert werden und zudem wird in vielen Fächern der Schwerpunkt auf Berufsvorbereitung gelegt. Außerdem wird das Berufsinformationszentrum (BIZ) besucht. Die 10. Klasse konzentriert sich dann vorrangig auf das Vorbereiten der zentralen Abschlussprüfung. Zu Beginn der 10. Klasse findet die Abschlussfahrt statt, dabei werden Ziele im Ausland bevorzugt.

## Öffentlichkeitsarbeit
Seit 1980 gibt es an der Schule einen Förderverein, der den Schülern, die nicht soviel Geld haben, Schulbücher zur Verfügung stellt, oder deren Ausflüge und Klassenfahrten finanziert.
Die Collegiate High School in Blackpool ist die Partnerschule der GHR. Bis vor wenigen Jahren fanden auch noch regelmäßige Schüleraustausche statt.
Unter dem Motto Laufen für Indien organisierte die Gustav-Heinemann-Realschule 2011 einen Sponsorenlauf, bei dem über 5000 Euro eingesammelt wurden.

## Persönlichkeiten

### Schulleiter
| - 1927–1956: Herr Rupprecht - 1956–1960: Herr Schönreich - 1960–1964: Herr Weyerke - 1964–1967: Herr Kunze - 1967–1977: Herr Gärtner | - 1977–1995: Frau Goeke - 1995–2007: Marita Raben - 2007–2010: Alfred Horn (kommissarisch) - 2010–?: Dirk Brinkmann - ?–2024: Tobias Steinhausen (kommissarisch) - seit 2024: Dominik Nowak |

### Lehrer
- Markus Osthoff (* 1968), ehemaliger Profifußballer, jetzt an der GHR als Lehrer für Hauswirtschaft und Sport tätig

### Schüler
- Johannes Ernst Sondermann (* 1930; † 2007), Politiker und Landtagsabgeordneter
- Nikolaus Bette (* 1934), Glasmaler und Maler
- Helmut J. Psotta (* 1937; † 2012), Maler und Künstler
- Theo Jörgensmann (* 1948), Klarinettist, Jazz-Musiker und Komponist
- Werner Streletz (* 1949), Journalist und Schriftsteller
- Felix Passlack (* 1998), Profifußballer